# Distretto di Bodi
Il distretto di Bodi (ufficialmente Bodi District, in inglese) è un distretto della Regione Nordoccidentale del Ghana.
Il distretto è stato costituito nel 2012 scorporando del territorio dal distretto di Juaboso.